# Raspailia ramosa
Espèce
L’éponge rameaux de chocolat (Raspailia ramosa)  est une espèce de spongiaire de la famille des Raspailiidés.

## Description
Raspailia (Raspailia) ramosa est une éponge arborescente composée de rameaux digitiformes.

## Habitat et répartition
Raspailia ramosa est répartie en Manche, ainsi que dans l’Atlantique Nord-Est depuis le Finistère jusqu'au golfe du Morbihan. Elle est cependant absente en Mer du Nord

### Description originale
- (en) G. Montagu, « An Essay on Sponges, with Descriptions of all the Species that have been discovered on the Coast of Great Britain », Memoirs of the Wernerian Natural History Society, vol. 2, no 1,‎ 1818, p. 67-122 (lire en ligne)